# Лимфоцит
Лимфоцит је најмања ћелија везивног ткива која има одбрамбену улогу тако што, у зависности од врсте, производи антитела или на различите начине учествују у имуном ћелијском одговору. Настају у коштаној сржи.
Постоје три основне групе лимфоцита који се морфолошки не разликују већ су разлике само функционалне:
- Б лимфоцити су одговорни за хуморални имунитет
- Т лимфоцити учествују у ћелијском имунитету
- ћелије убице, нулте ћелије (ћелије природне убице или НК ћелије), о којима се најмање зна и сматра се да би могле бити одговорне за спречавање размножавања ненормалних ћелија, посебно туморских.